# Chevet

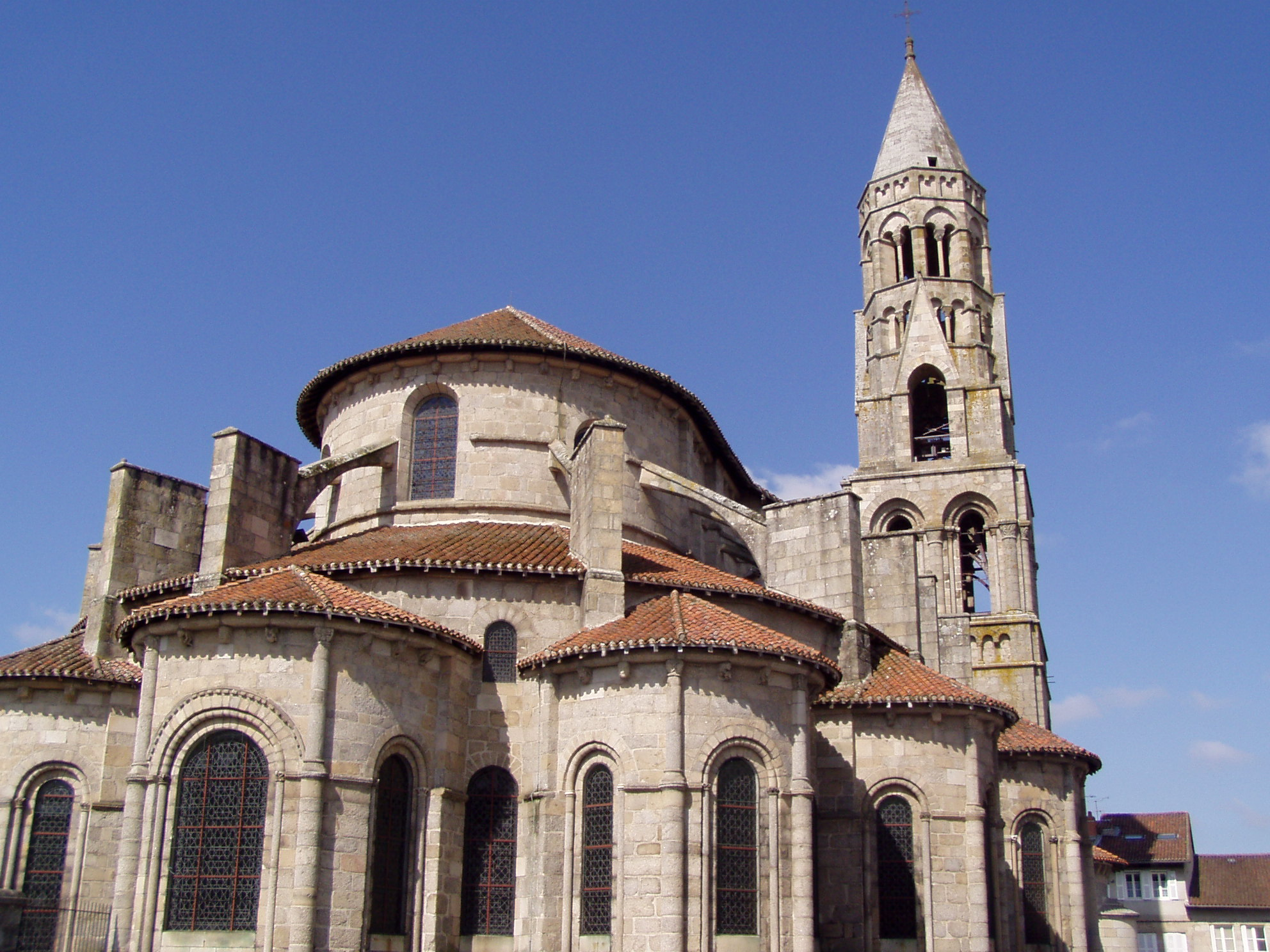
Exempel på chevet: Saint-Léonard i Saint-Léonard-de-Noblat.

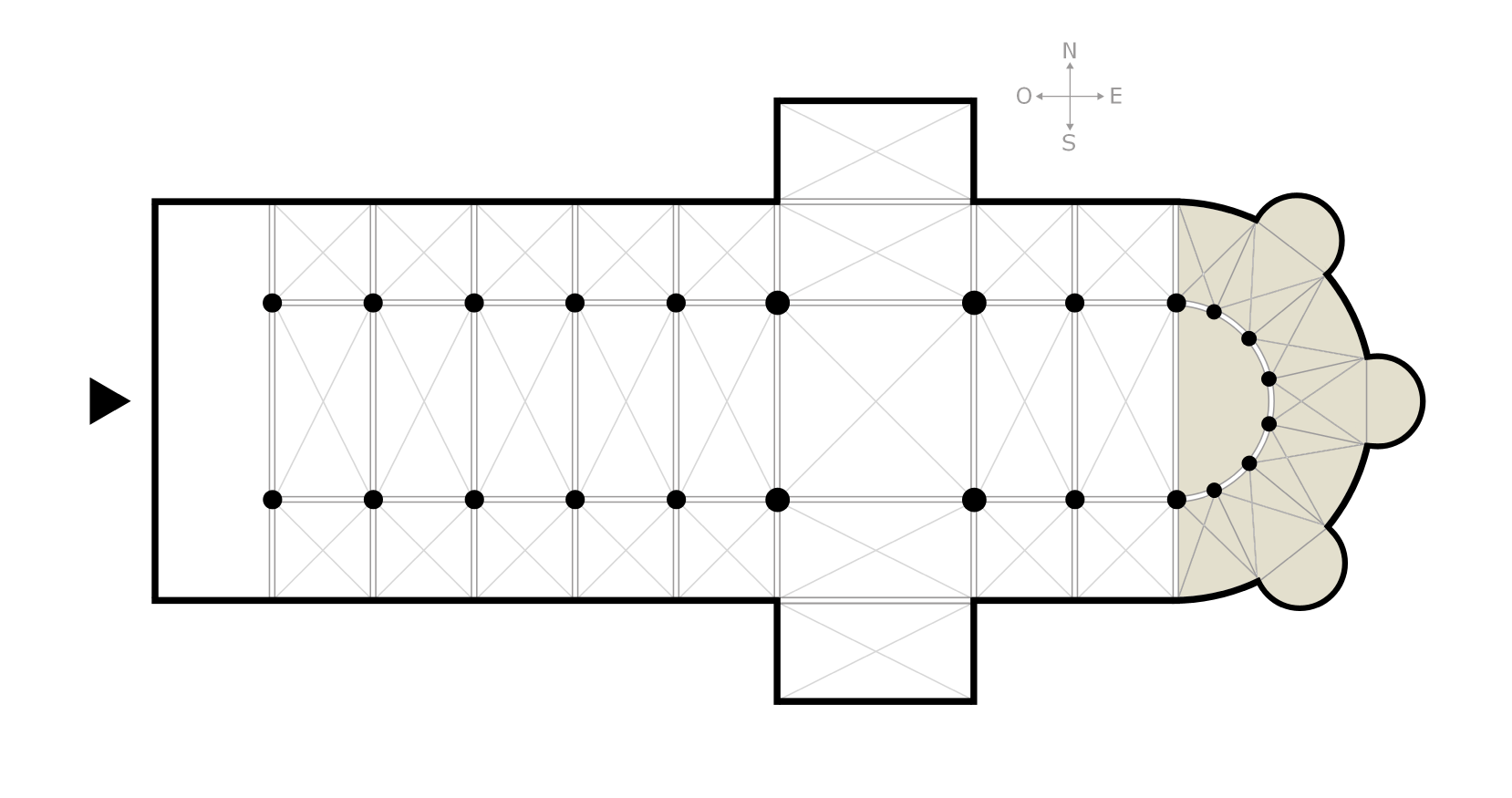
Principskiss med chevet markerad.

Chevet är det franska ordet för koravslutning. En chevet omfattar koret, koromgången, absiden och eventuella radierande kapell.